# Aleksandar Mladenović
Aleksandar Mladenović (cyr. Александар Младеновић; ur. 2 grudnia 1984 w Niszu) – serbski koszykarz, występujący na pozycjach silnego skrzydłowego oraz środkowego.
18 grudnia 2017 podpisał umowę z zespołem MKS-u Dąbrowy Górniczej.

## Osiągnięcia
Stan na 18 grudnia 2017, na podstawie, o ile nie zaznaczono inaczej.
Drużynowe
- Wicemistrz Serbii (2008)
- Zdobywca pucharu Rumunii (2013)
- Finalista:
  - pucharu Serbii (2008)
  - Superpucharu Polski (2014)
- Uczestnik rozgrywek:
  - EuroChallenge (2012–2014)
  - Ligi Bałkańskiej (2010/11)
  - Pucharu ULEB (2007/08)

Indywidualne
* – nagrody przyznane przez portal eurobasket.com
- MVP sezonu I ligi serbskiej (II poziom rozgrywek po Superlidze – 2010)
- Obrońca Roku Ligi Bałkańskiej (2011)*
- Środkowy Roku Ligi Bałkańskiej (2011)*
- Uczestnik meczu gwiazd ligi rumuńskiej (2014)
- Zaliczony do*:
  - I składu ligi:
    - rumuńskiej (2014)
    - bałkańskiej (2011)

  - II składu ligi:
    - polskiej (2012)
    - rumuńskiej (2011)
    - składu All-Europeans Ligi Bałtyckiej (2011)

  - składu Honorable Mention ligi:
    - polskiej (2015)
    - rumuńskiej (2016)
- Lider:
  - strzelców Ligi Bałkańskiej (2011 – 21)
  - PLK w skuteczności rzutów z gry (2012)